# James Edwards
James Franklin Edwards (ur. 22 listopada 1955 w Seattle) – amerykański koszykarz, środkowy, trzykrotny mistrz NBA.
W swoim najbardziej udanym pod względem statystycznym sezonie 1978/79 notował średnio 16,7 punktu, 8,5 zbiórki, 1,3 bloku. Nigdy nie wystąpił w meczu gwiazd, jednak przez trzynaście sezonów uzyskiwał średnio co najmniej 10 punktów w meczu.
Występował w NBA przez 19 lat. Grał jeszcze po przekroczeniu 40. roku życia. Podczas swojego ostatniego sezonu w lidze zdobył mistrzostwo NBA. Znajduje się na 15. miejscu, na liście najstarszych zawodników, którzy biegali po parkietach NBA.
Jest jednym z zaledwie pięciu zawodników w historii NBA, którzy zdobyli tytuł mistrzowski po przekroczeniu 40. roku życia.

## Osiągnięcia
NBA
- 3-krotny mistrz NBA (1989-1990, 1996)[1]
- Wicemistrz NBA (1988)[1]